# Suðuroy egyházközség
Suðuroy egyházközség (feröeriül: Suðuroyar prestagjalds kommuna) egy megszűnt község (polgári egyházközség) Feröeren. Suðuroy szigetét foglalta magába.

## Történelem
A község 1872-ben jött létre.
1878-ban kivált belőle Hvalba község, 1879-ben Froðba egyházközség, majd 1908-ban szétvált Vágur, Porkeri, Sumba és Fámjin egyházközségekre, és ezzel megszűnt.

## Önkormányzat és közigazgatás

### Települések
| Település     | Mióta a község része | Előző község | Meddig a község része | Következő község     | Megjegyzés |
| ------------- | -------------------- | ------------ | --------------------- | -------------------- | ---------- |
| Akrar         | 1872                 |              | 1908                  | Sumba egyházközség   |            |
| Fámjin        | 1872                 |              | 1908                  | Fámjin egyházközség  |            |
| Froðba        | 1872                 |              | 1879                  | Froðba egyházközség  |            |
| Hov           | 1872                 |              | 1908                  | Porkeri egyházközség |            |
| Hvalba        | 1872                 |              | 1878                  | Hvalba egyházközség  |            |
| Lopra         | 1872                 |              | 1908                  | Sumba egyházközség   |            |
| Nes (Suðuroy) | 1872                 |              | 1908                  | Porkeri egyházközség |            |
| Øravík        | 1872                 |              | 1879                  | Froðba egyházközség  |            |
| Øravíkarlíð   | 1872                 |              | 1879                  | Froðba egyházközség  |            |
| Porkeri       | 1872                 |              | 1908                  | Porkeri egyházközség |            |
| Sandvík       | 1872                 |              | 1878                  | Hvalba egyházközség  |            |
| Sumba         | 1872                 |              | 1908                  | Sumba egyházközség   |            |
| Trongisvágur  | 1872                 |              | 1879                  | Froðba egyházközség  |            |
| Tvøroyri      | 1872                 |              | 1879                  | Froðba egyházközség  |            |
| Vágur         | 1872                 |              | 1908                  | Vágur egyházközség   |            |
| Víkarbyrgi    | 1872                 |              | 1908                  | Sumba egyházközség   |            |